# Cornarokapel

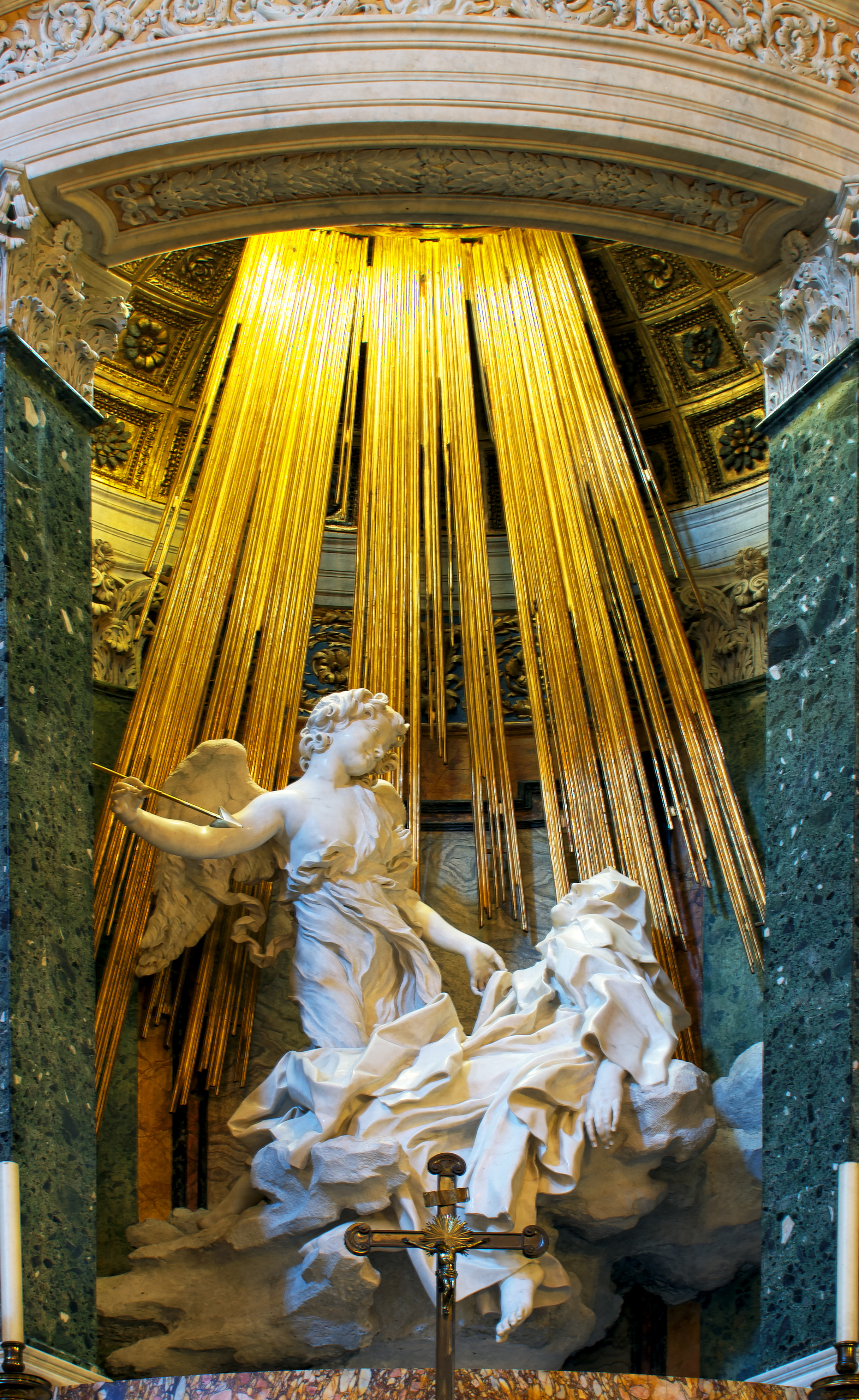
De Trasfigurazione di santa Teresa van Gian Lorenzo Bernini in de Cornarokapel.

De Cornarokapel is een door Gian Lorenzo Bernini geconstrueerd bouwwerk dat te zien valt in de basiliek Santa Maria della Vittoria te Rome. Deze kapel staat ook wel bekend als een van Bernini's bekendste bouwwerken. In de kapel staat de Extase van Theresia.